# Laurence Powell
Pour les articles homonymes, voir Powell.
 (août 2022).
La mise en forme du texte ne suit pas les recommandations de Wikipédia : il faut le « wikifier ».
Les points d'amélioration suivants sont les cas les plus fréquents :
- Les titres sont pré-formatés par le logiciel. Ils ne sont ni en capitales, ni en gras.
- Le texte ne doit pas être écrit en capitales (les noms de famille non plus), ni en gras, ni en italique, ni en « petit »…
- Le gras n'est utilisé que pour surligner le titre de l'article dans l'introduction, une seule fois.
- L'italique est rarement utilisé : mots en langue étrangère, titres d'œuvres, noms de bateaux, etc.
- Les citations ne sont pas en italique mais en corps de texte normal. Elles sont entourées par des guillemets français : « et ».
- Les listes à puces sont à éviter, des paragraphes rédigés étant largement préférés. Les tableaux sont à réserver à la présentation de données structurées (résultats, etc.).
- Les appels de note de bas de page (petits chiffres en exposant, introduits par l'outil «  Source ») sont à placer entre la fin de phrase et le point final[comme ça].
- Les liens internes (vers d'autres articles de Wikipédia) sont à choisir avec parcimonie. Créez des liens vers des articles approfondissant le sujet. Les termes génériques sans rapport avec le sujet sont à éviter, ainsi que les répétitions de liens vers un même terme.
- Les liens externes sont à placer uniquement dans une section « Liens externes », à la fin de l'article. Ces liens sont à choisir avec parcimonie suivant les règles définies. Si un lien sert de source à l'article, son insertion dans le texte est à faire par les notes de bas de page.
- La présentation des références doit suivre les conventions bibliographiques. Il est recommandé d'utiliser les modèles {{Ouvrage}}, {{Chapitre}}, {{Article}}, {{Lien web}} et/ou {{Bibliographie}}. Le mode d'édition visuel peut mettre en forme automatiquement les références.
- Insérer une infobox (cadre d'informations à droite) n'est pas obligatoire pour parachever la mise en page.

Pour une aide détaillée, merci de consulter Aide:Wikification.
Si vous pensez que ces points ont été résolus, vous pouvez retirer ce bandeau et améliorer la mise en forme d'un autre article.
Laurence Michael Powell, né le 26 août 1962 à Los Angeles, en Californie, est un ancien policier du département de police de Los Angeles. Il était l'un des officiers impliqués dans le passage à tabac de Rodney King, le 3 mars 1991.
Il est diplômé du lycée de Crescent Valley et a ensuite intégré l'académie de police de Los Angeles.

## Passage à tabac de Rodney King
Le 3 mars 1991, Powell et trois autres officiers, le sergent Stacey Koon, l'agent Theodore Briseno et l'agent Timothy Wind ont été filmés en train de frapper à plusieurs reprises, Rodney King avec leurs matraques, à Lake View Terrace. 
Le 3 mars 1991, à Los Angeles, Rodney King est poursuivi par des policiers du Los Angeles Police Department (LAPD) à la suite d'un excès de vitesse, il a deux passagers à bord et refuse de s'arrêter. Il a passé la soirée à boire avec ses amis, en regardant un match de basket-ball. Au terme de la poursuite, qui se fait à des vitesses allant d'après la police jusqu'à 190 km/h et sur environ 13 kilomètres, il stoppe son véhicule. 
En quelques secondes, trois voitures de police et un hélicoptère sont sur les lieux. Bryant « Pooh » Allen et Freddie Helms, les deux passagers, obtempèrent aux ordres des policiers et sortent du véhicule, ils sont emmenés à l'écart sans incident, mais King refuse de sortir. Une officière de police, Melanie Singer, pointe son arme sur lui et lui ordonne de sortir et de se mettre à plat-ventre, ce qu'il fait finalement. Quatre policiers tentent alors de le maîtriser mais King, un grand gaillard « musclé » d'1,91 m, est ivre et se débat au point qu'ils sont obligés de battre en retraite.
Le comportement anormal du suspect et son regard « vide » font penser aux officiers (à tort, comme l'indiquera l'enquête) qu'il est sous l'emprise de PCP, une drogue qui occulte la douleur et donne à celui qui est sous son influence l'impression d'avoir une force surhumaine.
Le sergent Stacey Koon utilise alors un taser, il tire une première fois sur King qui tombe à genoux avant de se relever. Koon tire alors une deuxième fois, ce qui jette Rodney King au sol. King se relève néanmoins et devant sa résistance, deux policiers (les officiers Laurence Powell et Timothy Wind) le rouent de coups, à l'aide de leurs bâtons. Le passage à tabac dure environ une minute vingt et est filmé de son balcon par George Holliday, un habitant du quartier, réveillé par le bruit et la lumière. King est frappé une cinquantaine de fois, dont une fois à la tête, alors qu'il essaie toujours de se relever. Une vingtaine d'autres policiers présents sur la scène n'interviennent pas.
Après 56 coups de bâton et six coups de pied, cinq ou six officiers maîtrisent King, le menottent et entravent ses bras et ses jambes à l'aide de cordes. Il est ensuite traîné à plat-ventre vers le côté de la route dans l'attente d'une ambulance. Les deux passagers sont relâchés et laissés libres.
À l'hôpital, Rodney King reçoit vingt points de suture dont cinq à l'intérieur de la bouche, l'examen médical montre qu'il a la mâchoire fracturée et la cheville droite cassée. Il est gardé sous les verrous pendant quatre jours, puis est relâché, un procureur ayant estimé qu'aucune charge ne peut être retenue contre lui.
La vidéo de George Holliday dure au total neuf minutes et vingt secondes ; elle commence avec des images montrant King se jetant sur l'officier Powell, puis l'intégralité du tabassage, le menottage, et la fin de l'arrestation. Des extraits montrant la brutalité des policiers et leur acharnement sont repris par les chaînes de télévision du monde entier, provoquant indignation et colère.

## Premier procès et émeutes de Los Angeles
Le procureur du district de Los Angeles a accusé les quatre officiers d'agression avec une arme mortelle et d'usage d'une force excessive. 
29 avril 1992, après une semaine de délibération, le jury du tribunal de Simi Valley rend son verdict: Stacey Koon, Laurence Powell, Timothy Wind et Théodore Briseno sont acquittés. 
Écœurés par le verdict, près de 100 000 personnes descendent dans les rues et très rapidement, Los Angeles s'embrase, en particulier le quartier de South Central, au sud de Downtown. Une partie de la ville est mise à feu et à sang durant six jours, entraînant la destruction d'un millier de bâtiments, des dommages matériels estimés à un milliard de dollars, et la mort d'une cinquantaine de personnes. Il faut l'intervention de la garde nationale, le déploiement massif de la police locale et l'instauration d'un couvre-feu pour que le calme revienne.

## Procès fédéral
En 1993, sous la pression de l'opinion, les policiers furent jugés à nouveau par un tribunal fédéral. Stacey Koon et Laurence Powell, qui ont porté les coups sur le jeune homme, sont désignés coupables et condamnés à 30 mois de prison. Timothy Wind et Théodore Briseno sont de nouveau acquittés.

## Après le procès
Powell quitta Los Angeles, pour s'installer à San Diego.